# Разловци
Разловци (на македонска литературна норма: Разловци) е село в община Царево село на Северна Македония.

## География
Селото се намира в областта Пиянец на левия бряг на река Брегалница, в източното подножие на Обозна планина.

## История
Църквата „Св. св. Константин и Елена“ е изградена в 1850 година. В Разловци на 7 май 1876 година избухва Разловското въстание, ръководено от Димитър Беровски и Стоян Разловски, което скоро след това е потушено.
В началото на XX век Разловци е село в Малешевската каза на Османската империя. Според статистиката на Васил Кънчов („Македония. Етнография и статистика“) в 1900 година Разловци е чисто българско село със 784 души жители българи християни.
Цялото християнско население на Разловци е под върховенството на Българската екзархия. По данни на секретаря на екзархията Димитър Мишев („La Macédoine et sa Population Chrétienne“) в 1905 година в Разловца има 960 българи екзархисти и функционира българско училище.
При избухването на Балканската война в 1912 година 9 души от Разловци са доброволци в Македоно-одринското опълчение.
През 1950 година от агентите на УДБА Тошо Трендафилов и Ване Войов е убит без съд и присъда местния жител с българско самосъзнание Никола.
Според преброяването от 2002 година селото има 826 жители.
| Националност     | Всичко |
| северномакедонци | 823    |
| албанци          | 0      |
| турци            | 0      |
| роми             | 0      |
| власи            | 0      |
| сърби            | 3      |
| бошняци          | 0      |
| други            | 0      |

## Личности
Родени в Разловци
- Димитър Костадинов Жежовски (18 юни 1903 – ?), български революционер, четник и терорист на ВМРО (Иван Михайлов). На 11.01.1946 г. Жежовски е предаден на югославските власти от българската милиция.[7]
- Иван Анастасов, македоно-одрински опълченец, 30-годишен, 2 и Нестроева рота на 5 одринска дружина, Продоволствен транспорт на МОО[8]
- Иван Бабунев, български революционер деец на ВМРО[9]
- Кольо Богатинов, български революционер деец на ВМРО,[9] убит от комунистите след 1944 година[10]
- Коте Попстоянов (1845 – 1910), български революционер и просветен деец
- Мите Босото, български революционер деец на ВМРО[9]
- Спиро Константинов (? – 1924), деец на ВМРО, загинал в сражение със сръбска войска на 25 юли 1924 година[11]
- Стоян Разловски (? – 1876), български свещеник и революционер